# درغوئن (غوهران)
درغوئن (بالفارسية: درگوئن) هي قرية تقع في إيران في قسم غوهران الريفي. يقدر عدد سكانها بـ 196 نسمة .